# أسواق (مجلة)
أسواق هي مجلة عربية تصدر في ماليزيا. وتعد المجلة واحدة من المجلات العربية القليلة في البلاد، ومقرها كوالالمبور. ويغطي المعرض جميع أنواع قطاعات الأعمال والفعاليات الماليزية، لكنه يركز على السياحة والتعليم والاستثمار والفعاليات والأماكن والمنظمات ذات الصلة بالتجارة. وهو يستهدف المسافرين العرب إلى ماليزيا وخاصة القادمين من دول الخليج لمساعدتهم في البلاد.
أصبحت المجلة الآن واحدة من أكثر شركاء وسائل الإعلام الماليزية نشاطًا للعارضين ويمكن رؤية شعارها في العديد من المعارض الماليزية الدولية. مثل معرض إنتريد [الإنجليزية] 2013 في تشرين الثاني 2013، والمنتدى الاقتصادي الإسلامي العالمي الحادي عشر.

## الوصف

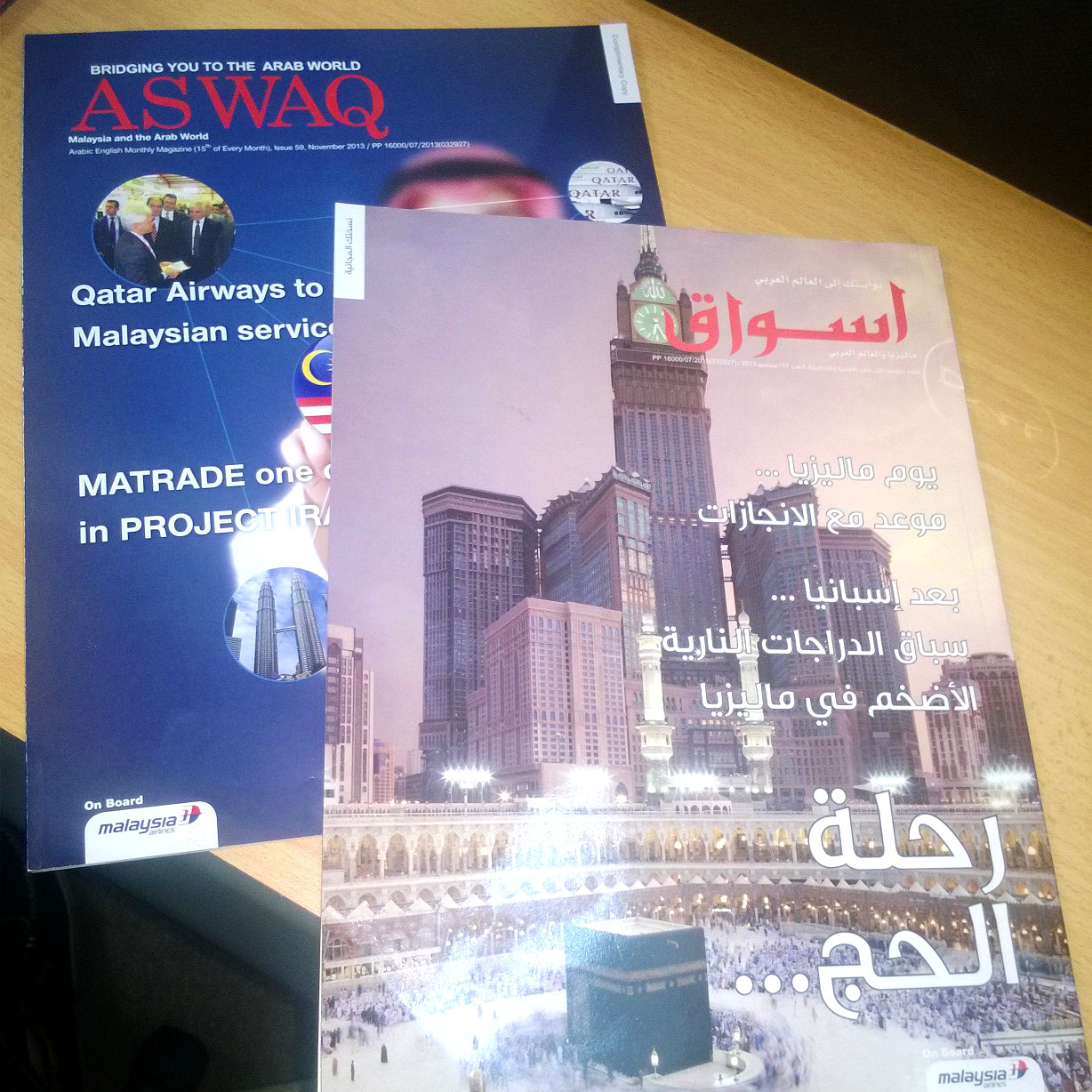
أعداد أيلول (أعلى) وتشرين الثاني (أسفل)

المجلة تصدر شهريًّا منذ كانون الثاني 2009. تُوزع مجانًا وتُوجد بشكل أساسي على متن رحلات الخطوط الجوية الماليزية ومكاتب الخطوط الجوية والمطارات في ماليزيا ودول مجلس التعاون الخليجي. في السابق كانت المجلة تصدر في اليوم الأول من الشهر، أما الآن فهي تصدر في اليوم الخامس عشر من كل شهر.
تُوزع المجلة باللغتين العربية والإنجليزية في العديد من الدول العربية. وتشمل هذه الدول: المملكة العربية السعودية، والكويت، وقطر، والبحرين، وسلطنة عمان، وقطر، والإمارات العربية المتحدة، والمغرب، ليبيا والسودان.